# Матюшин, Лев Николаевич
Лев Николаевич Матюшин (7 мая 1932, Москва — 30 сентября 2023, там же) — советский, российский скульптор, член-корреспондент РАХ (2011). Народный художник Российской Федерации (2011).

## Биография
Лев Николаевич Матюшин родился 7 мая 1932 года в Москве.
- 1960 год — окончил Московское высшее художественно-промышленное училище (бывшее Строгановское), кафедра монументально-декоративной пластики;
  - учился у преподавателей: Е.Ф. Белашова, Г.И. Мотовилов, Р.Р. Иодко, Г.А. Шульц, В.И. Козлинский, С.Л. Рабинович.
- 1964 год — член Союза художников СССР (затем — России).
- 1990 год — член Правления секции скульптуры Московского Союза художников.
- 1993 год — заслуженный художник РФ.
- 1993—2013 годы — доцент кафедры монументального искусства Всероссийской академии живописи, ваяния и зодчества.
- 2006 год — член Комиссии по монументально-декоративному искусству при Московской городской Думе.
- 2011 год — народный художник РФ.
- 2011 год — член-корреспондент РАХ.

Персональные выставки Льва Николаевича прошли в Москве, Рязани, Таганроге.

### Педагогическая деятельность
- 1960—1963 — преподаватель в Абрамцевском художественном училище;
- 1993—2003 — доцент кафедры Монументального искусства Всероссийской академии живописи, ваяния и зодчества.

### Творчество

#### Монументальные произведения

Памятник музыканту Георгию Гараняну.
Москва, Ваганьковское кладбище.
2013

- 1964 — монумент в память о студентах и преподавателях Сельскохозяйственной академии имени Тимирязева, павших в Великую Отечественную войну (Москва),
- 1968 — памятник «Солдату Великой Отечественной войны» (Подольск),
- мемориальные ансамбли, посвящённые павшим в Великую Отечественную войну (три произведения), города Узбекистана:

- - Самарканд,
  - Бухара,
  - Чиракчи.
- 1982 — памятник учёному Г. Ф. Морозову (поселок Хреновое Воронежской области),
- 1985 — горельефное панно «Театр» (Москва, кинотеатр «Дружба»),
- 1986 — памятник Эрнесто Че Геваре (Куба);
- 2013 — мемориальный памятник музыканту Г. Гараняну (Москва, Ваганьковское кладбище).

#### Станковые произведения
Станковые произведения скульптора представлены в Государственной Третьяковской галерее (Москва), Мурманской художественной галерее, а также в других музеях России и зарубежных коллекциях (Италии, Германии).
Скульптурные композиции:
- 1961 — «Боксёр» (бронза),
- 1971 — «Ручной мяч» (бронза),
- 1982 — «Победитель» (Мрамор, Государственная Третьяковская галерея),
- 1982 — «Венера» (бронза, Государственная Третьяковская галерея),
- 1986 — «Мальчик с дельфинами» (кованая медь),
- 1990 — «Ослепление» (дерево),
- 2007 — «К. Э. Циолковский» (бронза),
- 2010 — «Сидящая» (камень),
- 2013 — «Романс» (бронза);

Также: портреты.

## Награды
Лев Николаевич — лауреат всесоюзных, всероссийских и международных конкурсов по монументальному искусству.
- 1959 — Почетная грамота Тульского областного управления культуры;
- 1967 — Диплом организационного комитета юбилейной выставки "Художники Москва — 50-летию Октября;
- 1971 — Диплом;
- 1982 — Диплом МОСХ РСФСР в номинации «Лучшая работа 1982 года»;
- 1993 — Заслуженный художник Российской Федерации;
- 1997 — Медаль «В память 850-летия Москвы»;
- 2000 — Почетные грамоты Московского отделения Союза художников РСФСР, Московского Союза художников;
- 2000 — Диплом Госстроя России;
- 2004 — Диплом Объединения московских скульпторов;
- 2011 — Народный художник РФ;
- 2011 — Член-корреспондент РАХ;
- 2015 — Почётная грамота Московской городской думы (2015)[2].

#### Награды РАХ
- 1993 — Диплом;
- 2017 — Медаль «Шувалов»;
- 2017 — Медаль «Достойному».

## Упоминания
Объединение московских скульпторов:

Всю свою жизнь он посвятил искусству, общественной и преподавательской деятельности. Его монументальные работы находятся в России и за рубежом. Его творческие вещи не одно десятилетие украшали московские и российские художественные выставки… Его продолжение — его многочисленные ученики, которые всегда будут вспоминать его с благодарностью…

## Семья
- Сын — Андрей (р. 1965), архитектор, закончил МАРХИ (1990). Кандидат ист. наук, профессор. Преподавал архитектуру в МГХИ им. Сурикова. Член Московского союза художников.[4]
- Сын — Никита (р. 1969), художник-дизайнер, в 1992 году закончил МВХПУ (бывшее Строгановское училище), в сфере дизайнера интерьеров работает с 1994 года. Член Московского союза художников (1996). Один из создателей проектной студии Poshinteriors (2014).